# La Tribune de Genève

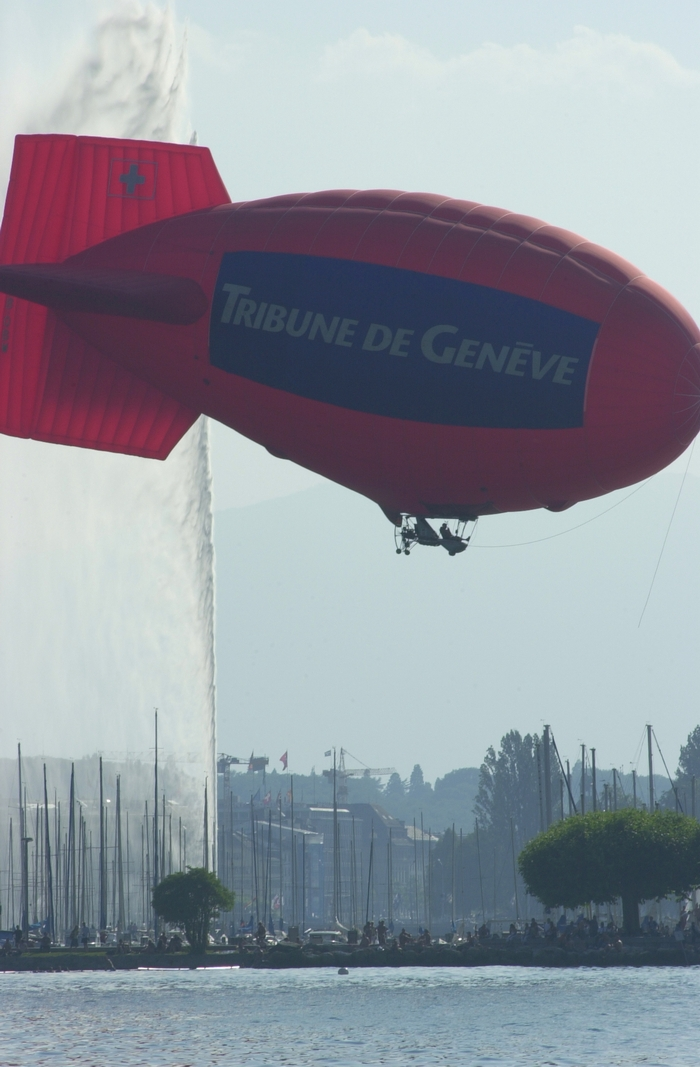
Dirigibile pubblicitario del giornale.

La Tribune de Genève è un quotidiano svizzero di lingua francese, edito a Ginevra a partire dal 1879. Il giornale è spesso soprannominato La Julie da parte dei ginevrini.

## Storia
È stato fondato da James T. Bates, colonnello a riposo dell'esercito americano, arricchitosi con l'attività bancaria. Nel 1875 acquistò il Continental Herald and Swiss Times, giornale destinato soprattutto ai britannici operanti a Ginevra, e lo ribattezzò Geneva Times. Nel 1879, il giornale divenne francofono sotto la testata di Tribune de Genève. Nel 1895 si era già imposto come secondo quotidiano della Confederazione.
Nel 1971 la Tribune de Genève fu il primo quotidiano svizzero ad essere stampato con la tecnologia offset e illustrato a colori.
La Tribune fa parte del gruppo Edipresse dal 1991. Da allora ha conosciuto una parziale fusione della redazione con il quotidiano vodese 24 Heures, appartenente allo stesso gruppo editoriale.
In seguito al fallimento nel 1994 del suo concorrente La Suisse, La Tribune de Genève è rimasto l'unico giornale di una certa importanza attivo sul territorio di Ginevra.
Nel 2006 La Tribune de Genève e 24 Heures hanno lanciato un progetto per una piattaforma comune su internet.